# 点石斋画报

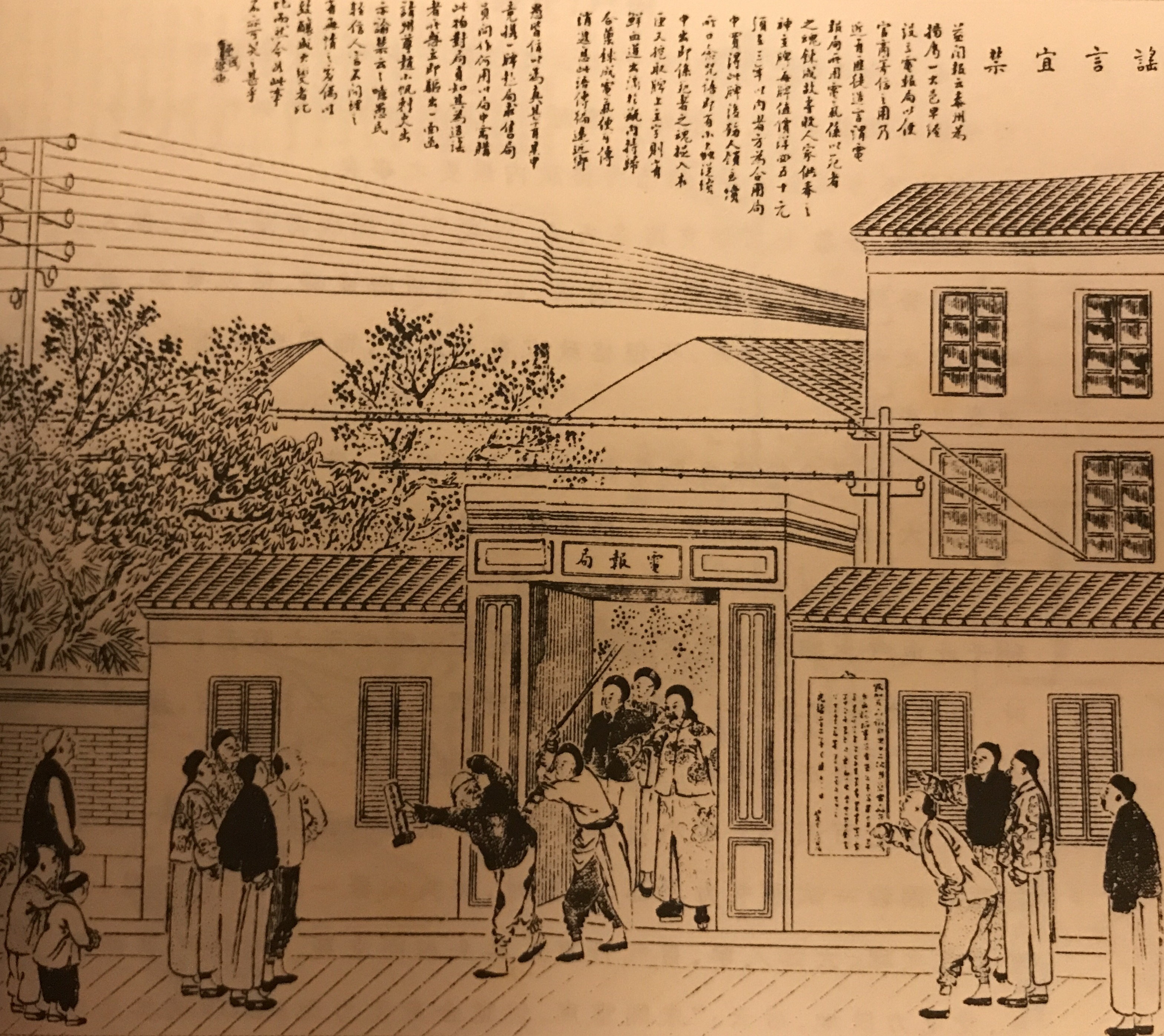
刊登於《點石齋畫報》的《謠言宜禁》圖，該圖記載了泰州民間有人散布謠言，宣稱電報的電氣是由死者之魂所煉成之事。

《点石斋画报》是近代中国最早、影响最大的一份新闻石印画报。由英国旅沪商人美查创办于1884年5月8日，1898年停刊。《点石斋画报》以图文并茂的形式“选择新闻中可嘉可惊之事，绘制成图，并附事略”，生动形象的反映了晚清西学东渐背景下的中国社会环境全貌和西方奇闻趣事。画报为旬刊，逢初六、十六、廿六出版，每册八页九图，16开本，由《申报》馆申昌画室发售，零售每册银五分。因由点石斋石印书局印刷，故得名为《点石斋画报》。

## 办报历史

### 西学东渐
“西学东渐”一词，最早见于恽铁樵、徐凤石根据容闳英文回忆录翻译的《西学东渐记》 。所谓西学东渐是指西方学术思想在中国传播的历史过程，通常指在明末清初以及晚清民初两个时期之中，欧洲及美国等地学术思想的传入。这期间西方以各个通商口岸以及香港、日本等作为主要宣传平台，借助传教士、出洋华人、书籍、报刊为重要窗口，把西方的天文、物理、化学、医学、地理、社会学、经济学、法学、应用科技、文学、艺术等大量新知识带进中国，对于中国整个社会的格局及学术思想、政治经济产生了重大影响。

### 创办背景
伴随着鸦片战争结束，中国开始被动的与外国进行了更广层面的文化交流。1860年，安纳斯脱·美查和他的哥哥菲而特利克·美查一起到上海，从事营丝茶和棉布贸易。后来经营亏本，他发现外国人办的华文报纸《上海新报》盈利空间很大，便跃跃欲试。1872年4月30日，美查连同他的三位友人开办了《申报》。1885年中法战争的爆发，具有商业头脑的美查立即抓住了这个机会，创办了申报的副报——《点石斋画报》，受到广泛欢迎。

### 办报过程
点石斋画报创刊于光绪十年四月十四日（1884年5月8日），发行至光绪二十四年（1898）秋。停刊时间众人说法不一。其中根据1983 年广东人民出版社影印的《点石斋画报》来看，点石斋画报终刊于1898年9月这个说法比较可信。这期间《点石斋画报》共出六集 44 册 528 期，刊行图画 4600余幅（依据广东人民出版社 1983 年版本）。到光绪末年，《申报》馆出过点石斋画报的合集，每部二十大洋。现今保留下来的很少。

## 主要内容及思想
点石斋画报内容丰富多样, 涉及面十分广泛。从办刊序言明确提出了办报方针是“选择新闻中可惊可喜之事绘制成图, 并附事略”。画报中主要对热点时事、最新战况、晚清朝政、中外关系、西学东渐下传入晚清的科技新知、平民百姓的奇闻异事、市井百态、名胜古迹，风土人情等等做了详尽的描绘,展现了晚清时期各个阶级的生活状态和整个大环境下的思想文化变化。

### 时事
点石斋画报把重大的战争近况，军事协议，外交租借用图画形式传播给晚清百姓，为百姓提供了了解最前线战事的渠道和对外沟通的窗口，是当时民众了解世界关系和中国战事近况的必看之物。包括中日甲午海战的情况，法人攻夺越南北宁的战事情况等与民众息息相关的内容。

### 新知
在点石斋画报上关于西方新知识的介绍占了很大篇幅。这既体现了画报编者的文化理想，也是为了适应上海民众的欣赏口味。当时的租界，传统士大夫热衷的“夷夏之辨”与“义利之辨”不占主导地位，讲求实际以及强烈的好奇心，使得一般民众“趋新骛奇”，几乎毫无心理障碍地接受西方物质文明。从气球到飞船,从枪弹到铁路,从钟表到点灯,从西医到照相。画报上的内容让晚清人眼花缭乱，呈现广阔的“西学东渐”场景。而中国近代最大规模的启蒙运动于这类大众传播媒介中展开。

### 奇闻
点石斋画报报道了很多上海各种奇闻异事、市井百态。颇具如今新闻的娱乐功能和猎奇的心理的新闻视角，迎合了晚清人的市民心里和低级的窥探心里，符合现代商业新闻的诉求。主要包括妓院百态，盗贼偷抢，和尚行骗、邻里趣闻等。

### 果报
即因果报应。关于登载“果报”事件的目的，在“申报馆主”推介画报的文字中曾有所披露:“书画，韵事也；果报，天理也；劝惩，人力也。本馆印行画报，非徒以笔墨供人玩好，盖寓果报于书画，借书画为劝惩。”又称，《点石斋画报》所登事件，“信而有征，其文浅而易晓，故士大夫可读也，下而贩夫牧竖，亦可助科头跣足之倾谈。” 

## 与申报的关系
《点石斋画报》是作为申报馆的副业之一创办起来的。在发售点石斋画报之前，申报馆曾于1877年（光绪三年）创办的《瀛寰画报》。不定期刊, 每本十页左右。图画皆为英国著名画师所绘，以介绍外国风土人情为主。后因销量不佳，出了五卷便停刊了。1884年，申报馆创办《点石斋画报》。它增加了申报的图像化延伸功能，扩大了人们对《申报》的阅读兴趣，使得申报的内容更加直观、读者群更大，传播的范围更广。而这种老少咸宜的报道形式也导致了其政治倾向与文化情怀远不及《申报》明朗。由于设定的目标读者不同，点石斋画报由于面向文化程度较低的读者，其笔风温和甚至出现正反颠倒的做法。

## 价值及影响
《点石斋画报》中夹杂着东方对西方想象与学习的欲望，用杂糅着民族道义、革新欲望、陈旧意识、兴奋而又慌张的眼神旧，打量着中西方文化的冲撞中呈现的种种现象。它为中国画报的发展打下了基础性示范和丰富的借鉴价值，更为后世提供了独特的文化景观。

### “新闻画”的形式
《点石斋画报》强调图主文辅的表现手法，开创了以图为主以字为辅的新闻形式。这种形式使得新闻变得通俗易懂，生动形象，符合当时的读者需求。这种新闻画得表达方式开启了图文并茂因而可能雅俗共赏的‘画报’体式，这既是传播新知的大好途径，又是体现平民趣味的绝妙场所。

### 绘画价值
《点石斋画报》的主要画师包括当时画家如吴友如、张志诚、王钊、金蟾香、周慕桥等17人。这些画家多采用中西合璧的画法，结合西方透视画法和纤细工巧的单线白描的形式来表达。构图严谨，画风简单优美。这些图画很好的展现了新闻事件，增加了新闻的趣味性和可读性，老少咸宜，广受晚清百姓欢迎。同时从另一方面，这些图画也展现了中国美术史的转变，给后世留下了巨大的绘画参考价值。

### 后世价值
《点石斋画报》的成功使得当时的中国知识分子以至下层士人，获得国内外时事要闻，创新发明，海外风俗民情，除同时代《申报》、《万国公报》外，《点石斋画报》当为第三个重要来源。基于此，《点石斋画报》奠定了中国画报以图为主，以文为辅的模式和主要报道内容，对後來的中国画报影响颇大。1900年代廣州《時事畫報》與天津《醒俗畫報》等，從版式到內容，都看得到《點石齋畫報》的影子。

## 外部連結
- 賴毓芝：〈清末石印的興起與上海日本畫譜類書籍的流通：以《點石齋叢畫》為中心 （页面存档备份，存于）〉。
- 葉曉青：〈《點石齋畫報》中的上海平民文化 （页面存档备份，存于）〉。
- 叶汉明：〈《点石斋画报》与文化史研究 （页面存档备份，存于）〉。
- . Cultural-China.com. Shanghai: Hongtu Real Estate Development Company / Shanghai News and Press Bureau.   [March 5, 2013]. （原始内容存档于2013年5月12日）.
- chinaknowledge.de
- Virtual Shanghai Project （页面存档备份，存于）